# Туришка вас
Туришка вас (словен. Turiška vas) је насељено место у општини Словењ Градец, Корушка регија, Словенија.

## Историја
До територијалне реорганизације у Словенији била је у саставу старе општине Словењ Градец.

## Становништво
У попису становништва из 2011. године, Туришка вас је имала 148 становника.
| Број становника према пописима | Број становника према пописима | Број становника према пописима |
| ------------------------------ | ------------------------------ | ------------------------------ |
| 1991                           | 2002                           | 2011                           |
| 162                            | 150                            | 148                            |